# オーランドパーク (イリノイ州)
オーランドパーク（Orland Park）は、アメリカ合衆国イリノイ州のクック郡にある村。人口は5万8703人（2020年）。シカゴの南西40キロメートルに位置している。

## 概要
メトラの駅が3つあり、通勤に利用できる。住宅地は1960年から1990年にかけて開発された。いわゆる「ホワイト・フライト」の受け皿になった村であり、白人の割合が高い。大型ショッピングモールがあり、ゴルフ場や緑地も多い。

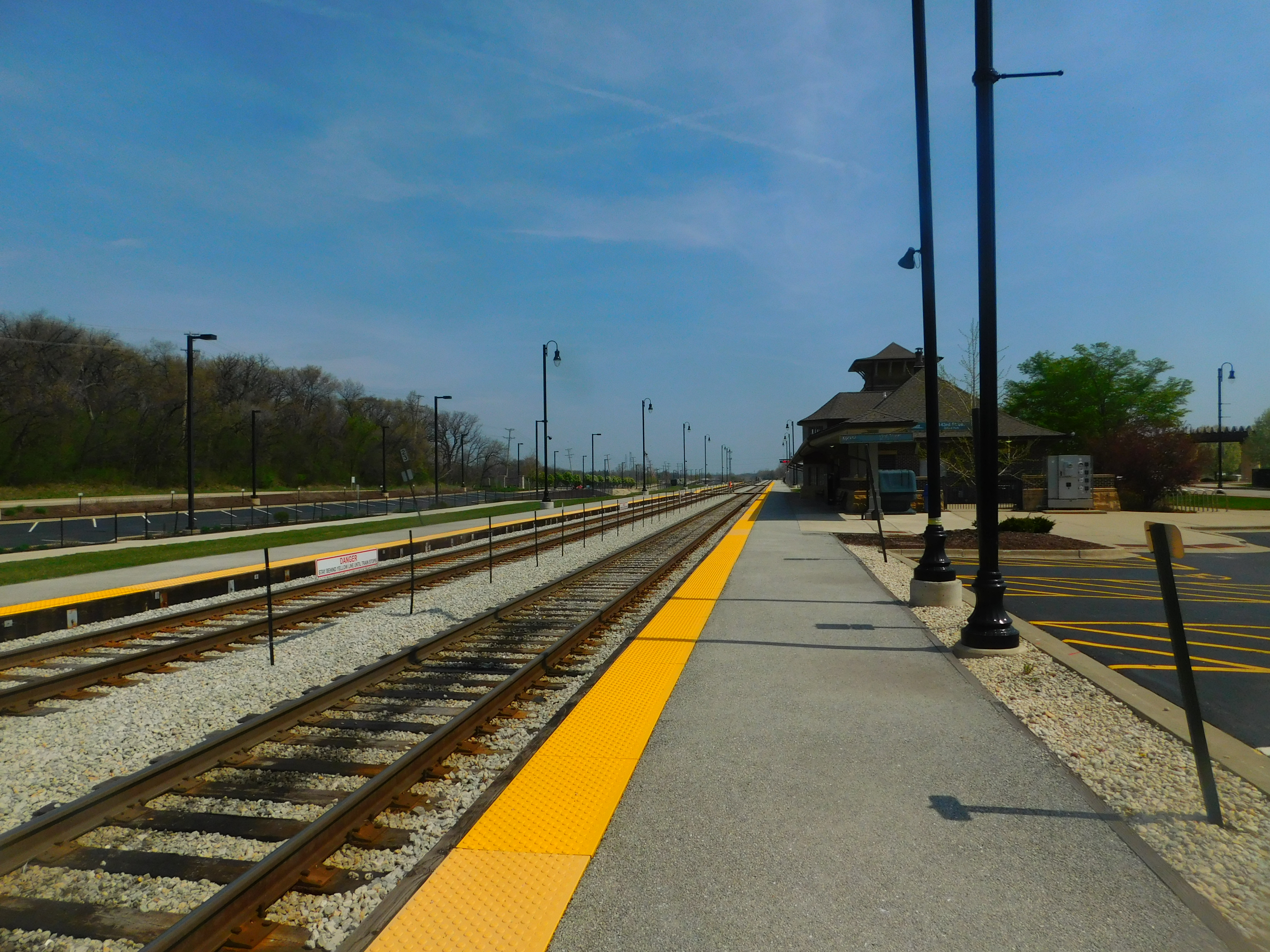
143番通り駅